# 利奧·西拉德
利奧·西拉德（英語：Leo Szilard，1898年2月11日—1964年5月30日），匈牙利裔美國核物理學家、發明家，美国芝加哥大学教授，曾参与美国曼哈顿计划。
1933年他构想出了核链式反应，納粹掌權後，他離開了自己長大的歐洲，并于1939年协助阿爾伯特·愛因斯坦致信美国总统富兰克林·罗斯福（史称“爱因斯坦—西拉德信”），直接促成了曼哈顿计划的启动。
利奧·西拉德曾担任芝加哥大学冶金实验室的首席物理学家，1942年12月协助恩里科·費米等人建立了人类第一台核反应堆——芝加哥1号堆。第二次世界大战后，他转向研究生物物理学，并积极推动核能的和平利用、反对使用核武器。

## 早年生活
利奧·西拉德1898年2月11日出生于匈牙利布达佩斯。他曾求学于布达佩斯技术学院（现布达佩斯科技经济大学），第一次世界大战之后来到德国，就学于柏林工业大学等高校，1922年获博士学位。

## 学术生涯

### 英国时期
利奧·西拉德1933年移居英国，并構思了核連鎖反應，1934年申请并獲得了核反應堆的專利（以中子为基础、非核裂变反应）。

### 美国时期
利奧1938年移居美国，並於1939年撰寫了由阿爾伯特·愛因斯坦簽署的信件、致信美国总统富兰克林·罗斯福（史称“爱因斯坦—西拉德信”），促成了研發原子彈旳曼哈頓計劃。 利奧在起草信件的期间，曾征询过同为匈牙利裔的理论物理学家爱德华·泰勒、尤金·维格纳的意见。
在美国期间，利奧·西拉德早期曾任教于哥伦比亚大学，而后长期在芝加哥大学研究任教，并参与建立了芝加哥1号堆。1944年與恩里科·費米申请了以核裂变反应为基础的核反应堆专利，1955年获得该专利。第二次世界大战后，他的研究方向转向生物物理学，并致力于推动核能的和平利用、反对使用核武器。
1957年，他协助建立了位于加州拉霍亚的生命科学研究所——索尔克研究所。
1964年5月30日，利奧·西拉德因心脏病突发，在加州拉霍亚逝世。

## 奖项荣誉
利奧·西拉德構思了電子顯微鏡，還構思了直線粒子加速器（時為1928年，對於之前古斯塔夫·伊辛於1924年發表的期刊論文，及羅夫·威得婁成功製造出該裝置，西拉德並不知曉）和回旋加速器。 他本人並沒有製作出上述的裝置，也沒有在科學期刊發表上述構思，因此很多時候這些貢獻並沒有歸入他的名下，而是給了其他人。所以西拉德並沒有獲得過諾貝爾物理學獎，但是他的兩項發明卻獲得了這個獎項。
- 1958年，阿爾伯特·愛因斯坦奖（Albert Einstein Award）
- 1959年，原子和平奖（Atoms for Peace Award）
- 1961年，美国国家科学院院士